# Server-based Certificate Validation Protocol
Das Server-based Certificate Validation Protocol (SCVP) ist ein Internet-Protokoll. Es ermöglicht Clients, den Aufbau einer X.509-Zertifikatskette und deren Validierung auszulagern. Dies wird vor allem von Clients benötigt, die mit dem Kettenaufbau und dem Validieren aufgrund fehlender Ressourcen oder Protokolle überlastet sind. SCVP kann dem Client alle Aufgaben (Aufbau der Kette, Überprüfen auf Widerruf, Validieren) einer vollständigen Zertifikatsprüfung abnehmen.
Im Gegensatz zu OCSP besteht SCVP aus zwei Nachrichten:
- Zunächst fragt der Client den Server nach unterstützten Validation Policies, welche bestimmen, für welche Anwendungen der Server konfiguriert wurde.
- Danach schickt der Client dem Server Zertifikats-IDs und gibt an, welche Aktionen durchzuführen sind, die der Server signiert beantwortet.

Bisher wird SCVP kaum eingesetzt und nur von wenigen Anwendungen unterstützt.

## Normen und Standards
Standardisiert wurde SCVP als Request for Comments (RFC):
- RFC: 5055 – Server-Based Certificate Validation Protocol (SCVP). Dezember 2007 (englisch).